# Гришаев, Сергей Васильевич
Серге́й Васи́льевич Гриша́ев (род. 1960, с. Белый Яр, Хакасская АО, Красноярский край, СССР) — российский историк и социолог. Кандидат исторических наук (1988), доктор социологических наук (2000), профессор. Директор Красноярского филиала Академии труда и социальных отношений (с 2005 года). Действительный член РАЕН. 

## Биография
Родился в 1960 году в селе Белый Яр Хакасской автономной области Красноярского края в семье историка В. В. Гришаева.
В 1982 году окончил факультет романских языков Иркутского государственного института иностранных языков имени Хо Ши Мина по специальности «Учитель испанского и английского языков».
В 1982—1985 годах — преподаватель кафедры истории КПСС в Красноярском инженерно-строительном институте.
В 1988 году окончил очную аспирантуру Московского государственного историко-архивного института и защитил диссертацию на соискание учёной степени кандидата исторических наук по теме «Критика буржуазных концепций историко-демографического развития СССР» (специальность 07.00.02 «Отечественная история»).
В 1991 году приглашён в Красноярский городской комитет КПСС на должность заместителя заведующего идеологическим отделом.
В 1995 году выиграл грант Правительства Австралии на обучение в Мельбурнском университете по программе подготовки управленческих кадров APTEA-MBA.
C 1996 года работал в должности коммерческого директора, первого заместителя, генерального директора завода на крупном химическом заводе ПО «Химволокно».
В 2000 году в Алтайском государственном университете защитил диссертацию на соискание учёной степени доктора социологических наук по теме «Особенности взаимодействия рынка труда и социальной структуры населения в регионах Сибири : По материалам социологических исследований в 1990-х годах» (специальность 22.00.04 «Социальная структура, социальные институты и процессы»). Научный консультант — кандидат философских наук, доктор социологических наук, профессор В. Г. Немировский.
С 2005 года — директор Красноярского филиала Академии труда и социальных отношений.
С 2010 года — действительный член РАЕН.
С 2013 года — профессор кафедры иностранных языков КГПУ имени В. П. Астафьева.
Профессор кафедры истории России Сибирского федерального университета.
Член редакционного совета научного журнала «Вестник Сибирского юридического института МВД России».
Проходил научные стажировки в США, Китае, Австралии и Новой Зеландии.

## Научные труды

### Монографии
- Гришаев С. В. Запад: правда и вымыслы о населении СССР. — Красноярск: Изд-во Краснояр. ун-та, 1992. — 125 с. — ISBN 5-7470-0143-4.
- Гришаев С. В. Молодёжь и бизнес. — Красноярск, 1998. — 46 с.
- Гришаев С. В. Состояние рынка труда в Красноярском крае: системный анализ и прогнозы. — Красноярск, 1998. — 144 с.
- Немировский В. Г., Гришаев С. В., Невирко Д. Д. Социология = Sociology : Клас. и постнеклас. подходы к анализу соц. реальности : Учеб. пособие для студентов вузов при изучении цикла социогуманитар. дисциплин. — М.: Рос. гос. гуманитар. ун-т, 2003. — 557 с. — ISBN 5-7281-0729-X.
- Адольф В. А., Анюшин С. В., Гришаев С. В. Управление проектированием профессиональной подготовки выпускника гуманитарного вуза в рыночных условиях: монография. — М.: АТиСО, 2011. — 302 с. — ISBN 978-5-93441-324-9.

### Статьи
- Гришаев С. В. Динамика социальной структуры Красноярского региона // Социологические исследования. — М.: ИС РАН, 2001. — № 2. — С. 117-120.
- Гришаев С. В., Немировский В. Г. Социальный портрет молодого предпринимателя // Социологические исследования. — М.: ИС РАН, 1999. — С. 40-43.

### Научная редакция
- Актуальные проблемы профсоюзного движения России: сборник статей аспирантов, преподавателей и молодых ученых межвузовской научно-практической конференции, 24 апреля 2010 года / Образовательное учреждение профсоюзов, "Акад. труда и социальных отношений", Красноярский фил. ; [редкол.: С. В. Гришаев и др.]. — М. : АТиСО, 2011. - 94 с. : ил., табл.; ISBN 978-5-93441-291-4
- Актуальные проблемы социально-экономического развития России [Текст] : материалы Международной научно-практической конференции, 12 мая 2011 г. / Образовательное учреждение профсоюзов высш. проф. образования "Акад. труда и социальных отношений", Красноярский фил. ; [редкол.: С. В. Гришаев и др.]. — М. : АТиСО, 2011. — 359 с. : ил.; ISBN 978-5-93441-313-3
- Профсоюзы современной России: практика, проблемы, направления совершенствования [Текст] : сборник статей аспирантов, преподавателей и молодых ученых II межвузовской научно-практической профсоюзной конференции, 27 апреля 2011 г. / Образовательное учреждение профсоюзов высш. проф. образования "Акад. труда и социальных отношений", Красноярский фил. ; [редкол.: С. В. Гришаев и др.]. — М. : АТиСО, 2011. — 188 с. : ил., табл.; ISBN 978-5-93441-312-6